# Michael Tarver
Tyrone Evans (né le 8 mars 1977 à Akron, Ohio, États-Unis), plus connu sous le nom de Michael Tarver, est un catcheur américain.
Il est principalement connu pour son travail à la World Wrestling Entertainment, où il faisait notamment partie du groupe Nexus durant l'année 2010, groupe avec lequel il fait le main-event de SummerSlam face à la Team WWE (John Cena, Chris Jericho, Edge, Bret Hart, John Morrison, R-truth et Daniel Bryan) dans un elimination tag match (combat par équipe par élimination) remporté par l'équipe WWE.

## Carrière

### Circuit indépendant (2005-2006)
Evans, sous son nom réel, a fait ses débuts en tant que lutteur le 19 février 2005 au sein de la Pro Wrestling Xpress, une petite fédération de Pennsylvanie, où il a vaincu Brandon X. Peu après ses débuts, il a vaincu Daron Smythe pour le PWX Brass Knuckles Championship le 2 avril 2005. Le 11 juin, Evans perd son titre face à Venom. Après la perte de titre, Evans a défié Brandon K pour le Territory's Heavyweight Championship le 8 septembre 2006, et le perd le 22 septembre. 
Par la suite, il lutte au sein de l'Absolute Intense Wrestling (AIW) ainsi qu'à la Cleveland All-Pro Wrestling, deux fédérations de l'Ohio sans remporter le moindre titre.

### World Wrestling Entertainment (2008-2011)

#### Florida Championship Wrestling (2008-2010)
Après avoir lutté sur le circuit indépendant tout au long de 2006 et 2007, Evans fait ses débuts à la World Wrestling Entertainment dans leur club-école, la Florida Championship Wrestling (FCW). À Wrestlemania XXIV, le 30 mars 2008, il est parmi les participants qui accompagnent Floyd Mayweather sur le ring dans son combat face au Big Show. Il débute à la FCW le 3 mai 2008, contre Atlas DaBone par une défaite. Après avoir lutté à la FCW au cours des semaines suivantes, Evans change de nom de ring pour Tyrone Jones et perd dans un dark match contre Jamie Noble le 21 juillet à RAW. Il retourne à la FCW comme Tyson Tarver le 25 septembre et rejoint Saxton Conglomerate, un clan comprenant Black Pain, Lawrence Knight et le chef Byron Saxton. Tarver a eu son premier match avec le Conglomérat le 30 octobre, lui, Pain et Drew McIntyre ont perdu face à Johnny Prime, Kafu et Kizarny. Le 16 décembre, Tarver et Saxton ont perdu face à Prime et Ralph Mosca. La semaine suivante, Knight et Tarver ont perdu contre Prime et Kaleb O'Neal, mais ce dernier a rejoint ensuite le Conglomérat. Le 22 janvier 2009, O'Neal et Knight ont perdu contre Tyler Reks et Johnny Curtis pour le FCW Florida Tag Team Championship. Plus tard cette nuit-là, Tarver, O'Neal et Knight ont perdu contre Kizarny, Ricky Ortiz et DJ Gabriel. L'équipe se dissout puis se remet pour vaincre Brett DiBiase, Maverick Darsow et Tank Mulligan le 13 février 2009.
Après une brève rivalité avec Skip Sheffield en novembre 2009, Tarver a commencé à convoiter le championnat Poids-Lourd de la FCW mais a perdu à trois reprises ses matchs pour le titre contre le champion Justin Angel,,.

#### The Nexus (2010-2011)
Tyson Tarver est annoncé en tant que l'un des huit rookies de la première saison de la NXT qui commence en février 2010, et change son nom de ring pour celui de 'Michael Tarver. Son « pro » est Carlito. Il se classe 7e au classement ne gagnant qu'un seul match face à Daniel Bryan et ne remporte donc pas la saison 1 de NXT.

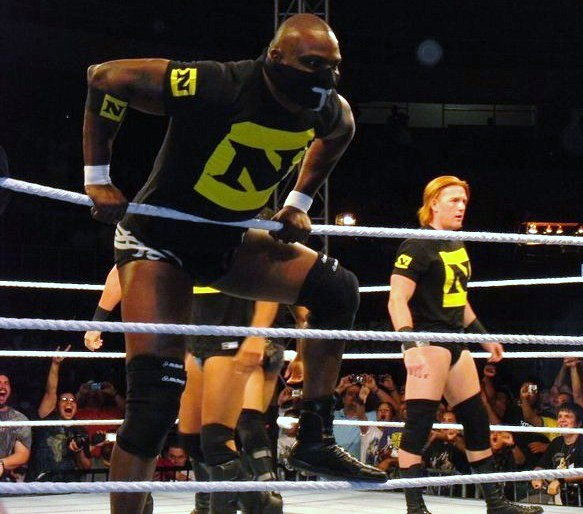
Tarver (à gauche) avec Heath Slater (à droite) lors d'un house show en Septembre 2010.

Tarver fait ses débuts à Raw le 7 juin avec tous les rookies de la saison 1 de NXT, pendant le match entre CM Punk et John Cena, et attaquent les deux adversaires avant de dévaster le ring. Les rookies se présentent alors comme un clan appelé la Nexus, dirigé par Wade Barrett, et le vainqueur de la première saison de NXT réclame un contrat pour tous ses partenaires. Pendant les semaines qui suivent, le clan continue d'attaquer les catcheurs et les officiels de la fédération, s'occupant principalement d'intervenir pendant les matchs de John Cena. Une rivalité se forme donc entre la Nexus et Cena. Celui-ci décide de s'occuper de la Nexus, en formant une équipe de sept catcheurs, composé de John Morrison, Edge, Chris Jericho, The Great Khali, Bret Hart, R-Truth et lui-même. Afin d'affaiblir mentalement cette équipe, Wade Barrett créé le doute entre chacun des membres pendant les semaines suivantes. Les deux équipes s'affrontent dans le main-event de SummerSlam dans un match par équipe par élimination. C'est l'équipe Cena qui sort vainqueur du match et Tarver est le 2e éliminé du match. Lors du Raw du 4 octobre, il est attaqué et blessé par John Cena (contraint à rejoindre la Nexus à la suite de sa défaite face à Wade Barrett lors de Hell in a Cell), et est exclu du groupe peu après.
Il repart ensuite à la FCW. Le 13 juin 2011, il est congédié de la WWE. Le mois suivant il publie une série de tweets disant que la blessure que lui a infligé Cena était une blessure légitime (non scénarisé).

### Circuit indépendant, National Wrestling Alliance (2011-...)
À l'été 2011, il combat au sein de la Florida Underground Wrestling (FUW). Le 9 août il perd un match pour le championnat Poids-Lourd de cette fédération face à Bruce Santee. Le 3 septembre il a un match revanche face à Santee qu'il perd encore une fois. Le 20 mars 2012 il remporte le championnat Bruiserweight de la FUW, championnat qui venait d'être créé, en battant Eddie Taurus. Il défend son titre avec succès une semaine plus tard dans un match revanche. 
Le 1er février 2013 il remporte le championnat Poids-Lourds de la FUW qui était vacant en battant Deimos. Après plusieurs défense il perd ce titre le 31 août face à The Grease.
Il redevient champion poids-lourds de la FUW le 21 février et perd ce titre après sa victoire sur Matt Morgan et perd ce titre le 7 mars face à Wes Brisco,. Il fait ensuite un passage à la Full Impact Pro (FIP) le 5 septembre, une fédération de Floride, où il participe avec Mason Ryan et Shaun Ricker à un tournoi par équipe de trois où ils se hissent en demi-finale et perdent face à Jay Cruz, Jay Rios et Lince Dorado. Le 29 novembre, dans le cadre de WrestleCade (une convention sur le catch) il fait équipe avec Ezekiel Jackson et Luke Hawx avec qui il perd face à Gunner, Crimson et Moose.
En janvier 2015, il remporte avec Martin Stone à la FIP où ils remportent un Flash Fray match (match à élimination opposant plusieurs catcheurs où seulement deux catcheurs commencent, les autres arrivant un par un à une minute trente d'intervalle).

### New Japan Pro Wrestling (2014)
Le 6 janvier 2014, la New Japan Pro Wrestling annonce qu'il va affronter le 9 février à The New Beginning in Hiroshima Hiroyoshi Tenzan, match qu'il remporte,. Deux jours plus tard, lui et Big Daddy Yum Yum perdent contre Tencozy (Hiroyoshi Tenzan et Satoshi Kojima) et ne deviennent pas challenger pour les NWA World Tag Team Championship.

### Chikara (2018-...)
Le 31 août 2018 lors du premier jour de CHIKARA King of Trios 2018, il reforme partiellement la Nexus avec Fred Rosser (anciennement Darren Young) et PJ Black (anciennement Justin Gabriel) et ensemble ils battent Juan Francisco De Coronado, Rick Roland & Sloan Caprice. Le 1er septembre lors du deuxième jour de CHIKARA King of Trios 2018, ils perdent contre Brian Milonas, Cam Zagami & Chris Dickinson.

## Palmarès
- Brain Buster Pro Wrestling
  - BBPW Heavyweight Champion (1 fois)
- Christian Wrestling Federation
  - Champions Cup (2012) avec Tim Storm
- Hard Knock Wrestling
  - HKW Champion (1 fois)
- Florida Underground Wrestling
  - FUW Bruiserweight Championship (1 fois)
  - NWA Florida Heavyweight Championship (2 fois)
- Pro Wrestling Xpress
  - PWX Brass Knuckles Championship (1 fois)
- Main Event Wrestling League
  - MEWL Heavyweight Championship (1 fois)
- World Wrestling Entertainment
  - Slammy Award (2010) du Moment le plus choquant de l'année